# Central, Bahia
Central este un oraș în unitatea federativă Bahia (BA) din Brazilia.